# М-15 (двигатель)
М-15 «мотор пятнадцатый» — советский авиационный поршневой двигатель воздушного охлаждения. Первый мощный авиамотор оригинальной советской конструкции, один из первых советских авиадвигателей с приводным центробежным нагнетателем (ПЦН).
Предназначался для истребителей. Проектировался на московском заводе ГАЗ № 2 «Икар» под руководством А. А. Бессонова и Н. П. Островского с октября 1926 года. По заданию мотор должен был являться аналогом американского двигателя Пратт-Уитни «Хорнет». Но копией «Хорнета» М-15 не являлся: в нём было немало оригинальных конструкторских решений. От американского двигателя заимствовали конструкцию цилиндра и его головки.
В сентябре 1927 г. приступили к изготовлению двух опытных образцов двигателя. К этому времени был готов второй вариант проекта, названный 2М-15 или «М-15 облегчённый». 14 сентября он был утверждён НТК УВВС.
В июне 1928 года начались испытания опытного М-15. Мощность двигателя оказалась меньше расчётной, а вес превышал установленный заданием. Поэтому третий опытный образец начали изготавливать по чертежам 2М-15, а для улучшения высотных характеристик ввели односкоростной ПЦН по типу Bristol Jupiter VII. Этот экземпляр был готов в августе 1929 г., тогда же начались его стендовые испытания.
1 июня 1930 года, ещё до прохождения госиспытаний, модификацию двигателя 2М-15 приняли на вооружение под наименованием М-15. На госиспытания выставлялся 4 раза (21 июля и 20 декабря 1930, 17 января и 21 сентября 1931), но во всех случаях получал неудовлетворительную оценку (поломки привода ПЦН и крыльчатки нагнетателя). Тем не менее, двигатель серийно выпускался заводом № 24 (Москва) с начала 1931 года. Выпущено 406 экземпляров.
Из-за низкой надёжности М-15 в военной авиации был вытеснен двигателем М-22. Заказ был передан ГУ ГВФ, где М-15 начали устанавливать на пассажирские самолёты К-5 К. А. Калинина. Первоначально они и там отличались ненадёжностью, что часто приводило к вынужденным посадкам и срывам рейсов; была даже временно прекращена приёмка К-5. Однако к маю 1932 г. удалось доработать двигатель, добившись приемлемых характеристик. Это подтвердил перелёт К-5 Закавказского управления ГВФ с двигателем М-15 из Тбилиси в Пятигорск через Большой Кавказский хребет 25 июня 1933 года; маршрут проходил на высоте 4500 м, время в пути составило 2 часа 30 минут. Но к этому времени М-15 уже давно не выпускался, т.к. ещё 5 августа 1931 г. вышло постановление Реввоенсовета СССР о сокращении количества типов авиамоторов в серийном производстве.

## Модификации
- М-15 — первоначальный вариант. Изготовлено 2 экземпляра.
- 2М-15 (М-15 облегчённый) — второй вариант конструкции. Усилены головки цилиндров, установлены новые клапана. Выпускался серийно под наименованием М-15
- М-15а — усовершенствованный проект модификации М-15 с мощностью 500 л.с. и весом 400 кг. Разработка этого варианта планировалась в начале 1931 г., но фактически работы не велись.
- М-26 — 7-цилиндровый двигатель мощностью 270/300 л.с., унифицированный с М-15. В 1931-33 гг. выпущено 445 экз.

## Применение
Двигатель М-15 устанавливался на самолётах К-5, опытных образцах И-5, предлагался для установки на И-4.